# Mas Gili
El Mas Gili és un edifici de Montgat (Maresme) inclòs a l'Inventari del Patrimoni Arquitectònic de Catalunya.

## Descripció
Es tracta d'una masia de tipus basilical, formada per una planta baixa, un pis i un cos central més elevat i cobert per una teulada de dos vessants. A la façana, conserva un portal adovellat d'arc de mig punt, i una finestra treballada en forma d'arc conopial lobulat, d'estil gòtic. Conserva també altres obertures amb les llindes i brancals de pedra, així com un rellotge de sol. L'accés al recinte de l'edifici està format per una porta reixada de ferro, entre dos pilons construïts en la seva totalitat amb maó, i sobre la qual s'inscriu la data de 1889. A l'interior es conserva una premsa de vi de l'any 1713.